# تيموثي ميريل
تيموثي ميريل هو محامي وسياسي أمريكي، ولد في 16 مارس 1781 في فارمنغتون في الولايات المتحدة، وتوفي في 27 يوليو 1836. نشط حزبياً في مناهضة الماسونية. وقد انتخب عضو مجلس نواب فيرمونت ‏.